# Lutherhaus Jena

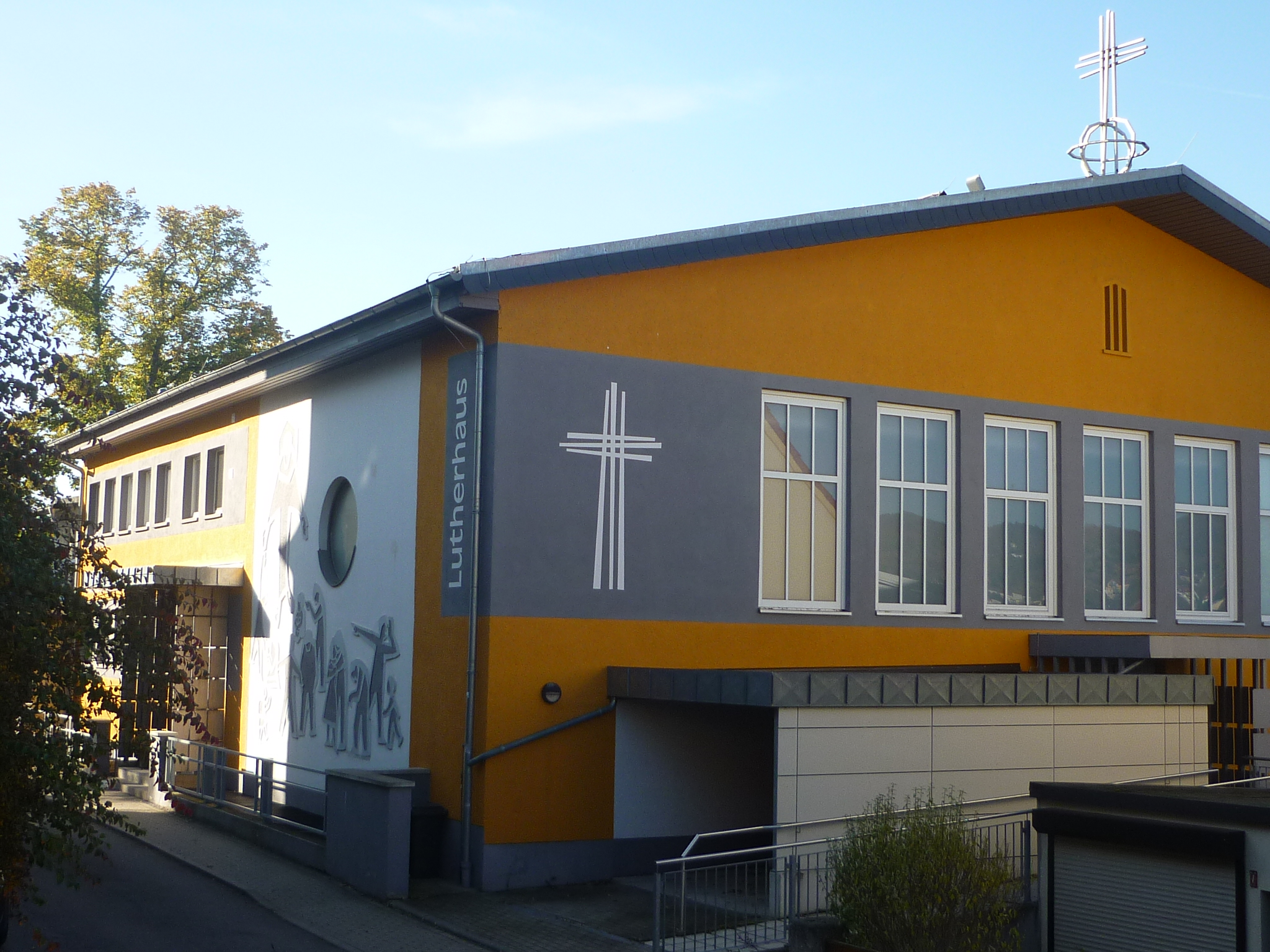
Lutherhaus Jena (2021)

Das Lutherhaus Jena ist ein Gemeindezentrum der Evangelischen Kirche in Mitteldeutschland in Jena. Das Kirchengebäude befindet sich in der Hügelstraße 6a. Es ist ein Zweckbau für Gottesdienste und Gemeindearbeit, er wurde 1977 eingeweiht.

## Geschichte
Die Luthergemeinde Jena im Kernbergviertel ist rund 100 Jahre alt. Ihre Mutterkirche ist das Gotteshaus in Wenigenjena, die Kirche Unserer lieben Frau (im Volksmund Schillerkirche genannt).
1921 beschloss die Kirchgemeinde Wenigenjena die Teilung in die zunächst namenlosen Sprengel I und II. Neben dem traditionsreichen Sprengel I an der Schillerkirche entstand der neue Sprengel II. Die 400-Jahr-Feier zum Thesenanschlag Martin Luthers beeinflusste die Namensgebung des Sprengels II. Die erste Versammlungsstätte des neu benannten „Luthersprengels“ war das heutige Adolf-Reichwein-Gymnasium.
Im April 1934 erwarb die Kirchengemeinde Jena das Logengebäude der Freimaurer in der Hügelstraße. Die Einweihung als „Lutherhaus“ erfolgte am 17. Juli 1934.
In der Zeit des Nationalsozialismus fanden sich im Umfeld von Wenigenjena eine Reihe von Mitgliedern der Bekennenden Kirche wie etwa Jenas Alttestamentler Gerhard von Rad.
Am 19. März 1945 wurde bei der Bombardierung Jenas das Gebäude erheblich beschädigt. Als Langzeitfolge dieser Schäden musste es 1974 abgerissen werden.
In den Folgejahren entstand das neue Lutherhaus Jena als eines der wenigen neuen Kirchengebäude auf dem Gebiet der DDR. Finanziert wurde es von westdeutschen Partnerkirchen: Die EKD stellte zwischen 1973 und 1975 die Summe von 435.000 D-Mark bereit, damit über ein Kirchenbauprogramm in der DDR dieselbe Summe in DDR-Mark für Bauleistungen dieses Sakralbaus verfügbar war. Am 18. Dezember 1977 wurde das heutige Lutherhaus feierlich eingeweiht.

### Modernisierung und Umgestaltung
Mit Unterstützung des Kirchbauvereins begannen 2008 die Renovierung und energetische Sanierung: Decke und Fassade wurden gedämmt, eine neue Heizung eingebaut, die Küche erneuert und die Pfarrwohnung renoviert (2016). Der Probenkeller für Musiker und Bands entstand 2020.
2021 wurde die technische Ausrüstung zum Streaming des wöchentlichen Abend-Gottesdienstes via YouTube installiert sowie der Garten mit Lärmschutzwand, Spielgeräten und Bibelgarten grundlegend umgestaltet.

## Ausstattung
In das Ostfenster wurde die Lutherrose von 1948 eingebaut, erschaffen vom Glaskünstler Fritz Körner (1888–1955) aus Jena. Der Grafiker Harry Franke (1925–1981) gestaltete das Relief an der Ostwand, die Weltkugel mit Kreuz auf dem Dach und das Altarfenster (1975).
Die gut ausgestatteten Räume für Kinder und Jugendliche bieten eine familienfreundliche Atmosphäre.

## Gemeinde
Die Kirchgemeinde gehört zum Kirchenkreis Jena. Seit 2004 finanziert der Förderverein am Lutherhaus die zweite, von der Landeskirche unabhängige Pfarrstelle.
Pfarrer der Gemeinde
Die Pfarrer des ehemaligen Luthersprengels und des Gemeindebezirks Wenigenjena:
- Paul Glaue (1921–1927)
- von Broecker (1927–1929)
- Paul Glaue (1929–1942)
- Joachim Pompetzki (1945–1955)
- Georg Walter (1956)
- Friedrich Zils (1956–1964)
- Ernst Büttner (1964–1986; Erbauer des neuen Lutherhauses)
- Albrecht Schröter (1986–1997)
- Andreas Möller (1998–2016)
- Jörg Gintrowski (seit 2004)
- Christoph Rymatzki (seit 2017)[3]